# Универзална црква Царства Божијег
Универзална црква Царства Божијег (УЦЦБ; порт. Igreja Universal do Reino de Deus, шп. Iglesia Universal del Reino de Dios, енгл. Universal Church of the Kingdom of God) евангелистичка је харизматична хришћанска конфенсија са сједиштем у Храму Соломона у Сао Паолу у Бразилу. Цркву је у Рио де Жанеиру основао бискуп Едир Мацедо 1977, који је уједно власник (од 1989) вишемилијардерске телевизијске компаније RecordTV.
Према подацима које је УЦЦБ представила 1999. имала је 8 милиона чланова у Бразилу и већ се сматрала „комерцијалном црквом”. Конфесија је основала храмове у Уједињеном Краљевству, Индији и Африци, тврдећи да је те године имала више од 12 милиона чланова. До 2013. УЦЦБ је имала конгрегације у Њујорк Ситију и — према веб-сајту УЦЦБ у Сједињеним Државама — до 2023. имала је више од 360 конгрегација у 35 америчких савезних држава. УЦЦБ је подржала Жаира Болсонара као кандидата за предсједника на општим изборима у Бразилу 2018, на којима је побиједио.
УЦЦБ се 2017. суочила са оптужбама за усвајање дјеце у Португалији и њихово незаконито одвођење у иностранство. Такође оптужена је за незаконите дјелатности налик култу и корупцију, укључујући прање новца, шарлатанство и вјештичарство, као и нетолеранцију према другим религијама. Постојале су и оптужбе да УЦЦБ извлачи новац од сиромашних чланова у корист својих вођа. Пастор УЦЦБ у Лондону организовао је 2000. егзорцизам који је резултирао смрћу дјетета и осудом њених старатеља за убиство. УЦЦБ је забрањена у неколико афричких земаља.